# 陸中野田駅
陸中野田駅（りくちゅうのだえき）は、岩手県九戸郡野田村大字野田にある三陸鉄道リアス線の駅である。
駅の愛称は「ソルトロード」。江戸時代、この地で作られた塩を内陸へ運ぶ「塩の道」があったことに由来する。

## 概要
株式会社のだむらが受託する簡易委託駅。駅舎に出札窓口があるが、改札業務は行わない。「道の駅記念きっぷ」は当駅出札窓口で発売している。「ドライバーも利用する、とっても便利な駅」として、東北の駅百選に選定された。
かつては国鉄バス陸中野田駅（1938年 - ）およびJRバス陸中野田駅前駅としてJRバス東北「スーパー久慈」盛岡までの乗車券や自動車・鉄道連絡乗車券も発売していた。

## 歴史
- 1975年（昭和50年）7月20日：日本国有鉄道久慈線の駅として開業[1]。無人駅[1]。
- 1984年（昭和59年）4月1日：三陸鉄道に移管[2]。北リアス線の所属となる[2][3]。同時に簡易委託駅となる[4]。
- 1992年（平成4年）：駅舎改築[4]。
- 2002年（平成14年）：東北の駅百選に選定される。
- 2011年（平成23年）
  - 3月11日：東北地方太平洋沖地震に伴う津波により北リアス線全線不通、駅営業停止。
  - 3月16日：久慈駅 - 当駅間復旧に伴い営業再開。
- 2012年（平成24年）4月1日：当駅 - 田野畑駅間復旧[5]。

## 駅構造
島式ホーム1面2線の地上駅である。また1番線の前には横取線がある。ホームに通ずる階段は南北2本あるが、南側のみ使用されている。北側階段は開業以来閉鎖されているが、ホームは延伸できる構造である。

### のりば
| 番線 | 路線      | 方向 | 行先               |
| ---- | --------- | ---- | ------------------ |
| 1    | ■リアス線 | 下り | 久慈方面           |
| 2    | ■リアス線 | 上り | 宮古・釜石・盛方面 |

## 利用状況
| 1日乗降人員推移 | 1日乗降人員推移 |
| 年度            | 1日平均人数     |
| --------------- | --------------- |
| 2011年          | 458             |
| 2012年          | 367             |
| 2013年          | 309             |
| 2014年          | 317             |
| 2015年          | 372             |
| 2016年          | 367             |
| 2017年          | 305             |
| 2018年          | 349             |

## 駅周辺
- 岩手県立久慈工業高等学校
- 野田村役場
- 野田郵便局
- 国道45号
- 岩手県道29号野田山形線
- 岩手県道217号野田港線
- 岩手県道268号野田長内線
- のるねっとKUJI・野田村営バス「陸中野田駅」停留所

## 隣の駅
三陸鉄道
■リアス線
十府ヶ浦海岸駅 - 陸中野田駅 - 陸中宇部駅

#### 記事本文
1. 1 2  「きょう待望の久慈線関東の私鉄に二つの新線」『交通新聞』交通協力会、1975年7月20日、2面。
2. 1 2  「私鉄年表」『私鉄車両編成表 -全国版- '84年版』ジェー・アール・アール、1984年8月1日、141頁。
3. ↑  石野哲 編『停車場変遷大事典 国鉄・JR編』 II（初版）、JTB、1998年10月1日、503頁。ISBN 978-4-533-02980-6。
4. 1 2  「三セク路線（列島細見　くらしの場から）」『朝日新聞』朝日新聞社、1998年2月1日、東京地方版、東京面。
5. ↑  「三陸鉄道：陸中野田－田野畑で運転再開」『毎日新聞』2012年4月1日。オリジナルの2012年7月11日時点におけるアーカイブ。2012年4月1日閲覧。

#### 利用状況
1. ↑  国土数値情報(駅別乗降客数データ)  - 国土交通省、2020年9月12日閲覧